# Moskauer Kathedralmoschee

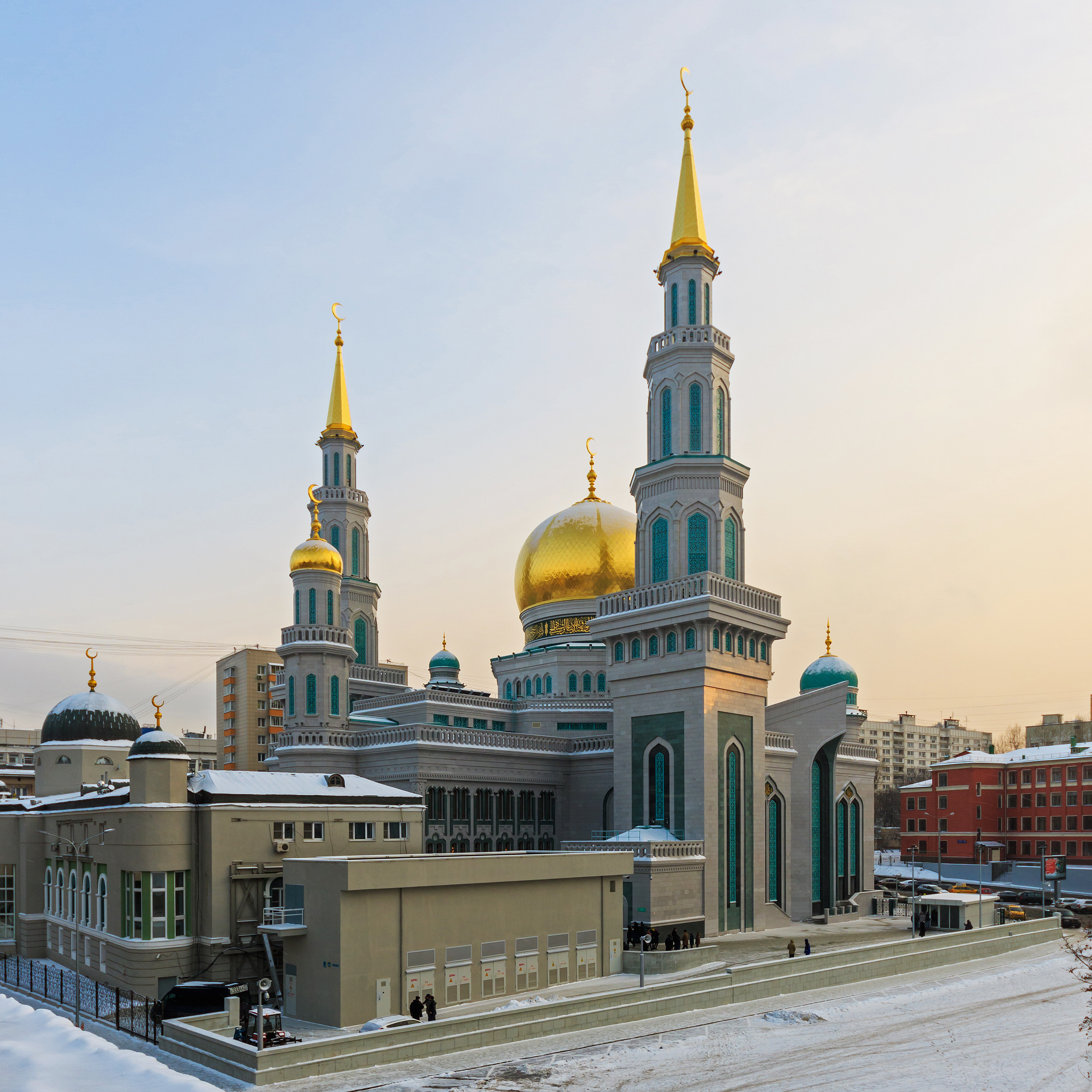
Die neue Moskauer Kathedralmoschee nach ihrer Fertigstellung

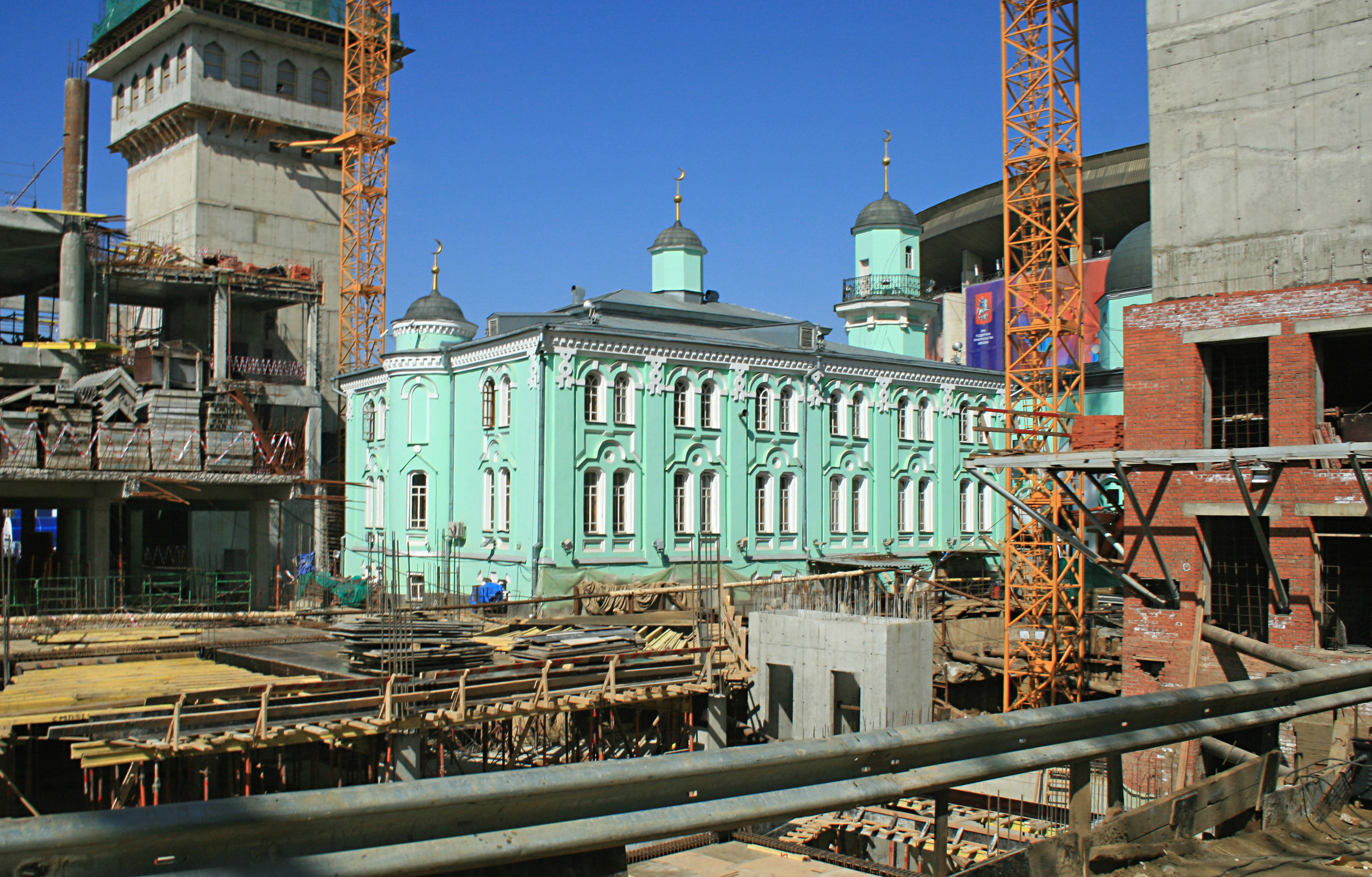
Der Vorgängerbau der Kathedralmoschee aus dem Jahr 1904 vor seinem Abriss

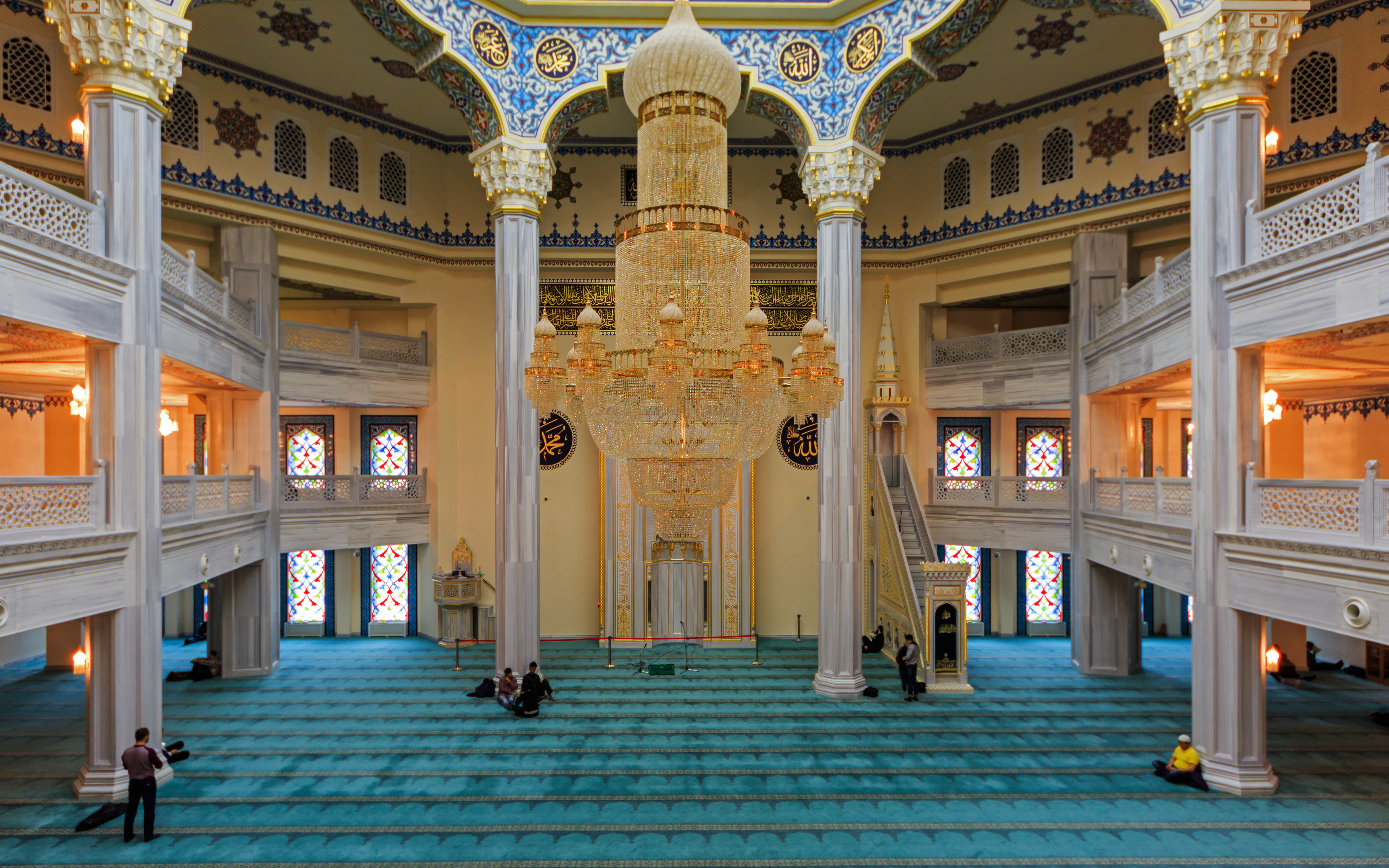
Blick in die zentrale Gebetshalle für männliche Gläubige

Die Moskauer Kathedralmoschee (russisch Московская соборная мечеть Moskowskaja sobornaja metschet) ist die Hauptmoschee (Freitagsmoschee) in Russlands Hauptstadt Moskau.
Sie wurde schon 1904 gegründet, das heutige Bauwerk wurde in den Jahren 2007 bis 2015 errichtet. Erster Imam ist Rawil Ismagilowitsch Gainutdin, Präsident des Russischen Muftirats und der Geistlichen Verwaltung der Muslime der Russischen Föderation (DUM RF), die in den Räumlichkeiten der Moschee ihren Sitz hat.
Die erste Moskauer Kathedralmoschee wurde 1904 mit den Mitteln des reichen tatarischen Kaufmanns Salih Ersin erbaut. Während der gesamten sowjetischen Zeit war sie die Hauptmoschee von Moskau. Zwischen 1964 und 1994 fungierte Risautdin Salachetdinowitsch Basyrow als Imam und Chatīb der Moschee.
Der um etwa das 20fache größere Neubau wurde ab 2007 errichtet, der Vorgängerbau 2011 abgerissen. Die Eröffnung des Neubaus fand am 23. September 2015 in Anwesenheit des russischen Staatspräsidenten Wladimir Putin, des türkischen Staatspräsidenten Recep Tayyip Erdoğan und des Palästinenserpräsidenten Mahmud Abbas statt.
Mit einem Fassungsvermögen von bis zu 10.000 Personen und einer Gesamtfläche des Areals (inklusive Nebennutzungen wie Hotel und Bibliothek) von 19.000 Quadratmetern ist die Moskauer Kathedralmoschee heute die größte Moschee Russlands, die zweitgrößte in Europa. Ihre vergoldete Hauptkuppel erreicht eine Höhe von 46 Metern und ist außen vergoldet und innen mit Koran-Zitaten beschriftet. Die Baukosten beliefen sich auf umgerechnet 170 Millionen Euro. Hauptgeldgeber für den Neubau war der Oligarch Suleiman Kerimow, die Türkei spendete Teppiche und Leuchter.